# Pettit National Ice Center
Das Pettit National Ice Center ist ein Eisstadion in Milwaukee. Es wurde 1992 eröffnet und war in den folgenden Jahren Austragungsort von Eisschnelllauf-Weltcuprennen und -Weltmeisterschaften. Mit der Eröffnung des Utah Olympic Ovals in Salt Lake City 2001 verlor Milwaukee als Eisschnelllaufstandort zunächst an Bedeutung. 2020 fanden mit den Vier-Kontinente-Meisterschaften nach langjähriger Pause wieder internationale Titelkämpfe im Pettit National Ice Center statt.

## Beschreibung

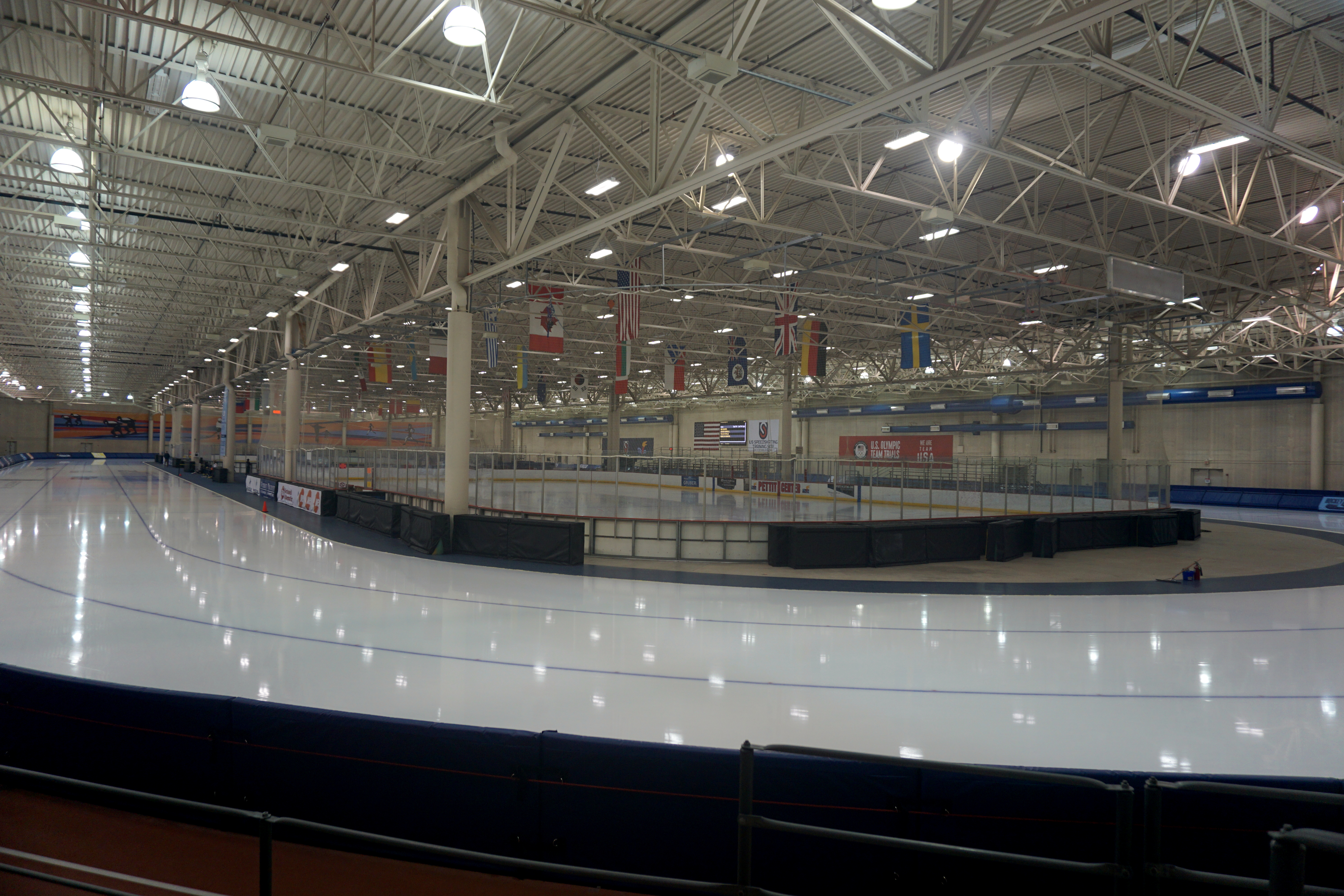
Innenaufnahme des Stadions mit Blick auf die Eisbahn. Innerhalb der Eisbahn befinden sich die abgetrennten kleineren Eisfelder.

Das Pettit National Ice Center hat – gemäß einer Beschreibung aus dem Jahr 1996 – drei Stöcke: Im oberen befindet sich unter anderem ein Medienzentrum, im Erdgeschoss die Eisbahn und die Haupttribüne, im unteren Stock die Umkleidekabinen. Die Arena hat eine Gesamtgröße von 155.000 Quadratfuß (entspricht etwa 14.400 Quadratmetern), die Eisfläche umfasst 97.000 Quadratfuß (etwa 9.000 Quadratmeter). Sie bietet bei Eisschnelllaufveranstaltungen Platz für bis zu 2000 Zuschauer. Das Center selbst gab 2016 auf seiner Internetseite eine Kapazität von 2500 Plätzen an. Innerhalb der 400-Meter-Bahn befinden sich zwei kleinere Eisflächen, die für Eishockeyspiele, Eiskunstlaufwettbewerbe sowie Shorttrackwettkämpfe genutzt werden. Für diese Veranstaltungen sind etwa 1000 weitere Zuschauerplätze vorhanden.

## Geschichte
Von 1966 bis 1992 befand sich auf dem Gelände des Wisconsin State Fair Parks mit dem Wisconsin Olympic Ice Rink die erste (und bis zur Eröffnung des James B. Sheffield Olympic Skating Rinks in Lake Placid 1977 die einzige) 400-Meter-Kunsteisbahn in den Vereinigten Staaten. Diese Freiluftbahn war die wichtigste Trainings- und Wettkampfstätte des Landes und ein zentraler Anziehungspunkt für Eisschnellläufer aus dem Mittleren Westen wie die Olympiasieger Bonnie Blair und Dan Jansen. Ab Ende der 1980er-Jahre eröffneten in anderen Ländern überdachte Eisbahnen wie das Thialf-Stadion in Heerenveen und das Olympic Oval in Calgary. Die Überdachung machte die Wettbewerbe weniger wetterabhängig und erlaubte schnellere Zeiten.
Weil der Wisconsin Olympic Rink dringenden Reparaturbedarf aufwies, wurde der Bau eines neuen überdachten Eisstadions im State Fair Park beschlossen. Die gesamten Kosten des Neubaus betrugen 13,3 Millionen US-Dollar, von denen der Großteil (9,3 Millionen US-Dollar) vom Bundesstaat Wisconsin übernommen wurde. Weitere vier Millionen US-Dollar trugen private Geldgeber bei, die Hälfte davon die Philanthropen Lloyd Pettit und Jane Bradley Pettit, nach denen das Zentrum benannt wurde. Der Bau begann im Januar 1992 und wurde im Dezember des gleichen Jahres abgeschlossen. Das Pettit National Ice Center eröffnete Silvester 1992 mit einer Eislaufgala unter Beteiligung von Bonnie Blair und Dan Jansen und am 1. Januar 1993 für die Öffentlichkeit.
Das Pettit National Ice Center war in den 1990er-Jahren (von 1994 bis 1998, später außerdem 2005) regelmäßiger Austragungsort im Eisschnelllauf-Weltcup und richtete die Sprintweltmeisterschaft 1995 sowie die Mehrkampfweltmeisterschaft 2000 aus. Außerdem fanden in dem Stadion nationale Meisterschaften und die US-internen olympischen Vorausscheidungen (Olympic Trials) statt. Als Folge der Eröffnung des Utah Olympic Ovals in Salt Lake City Anfang 2001 verlor Milwaukee an Bedeutung für den US-Eisschnelllauf. Mit Blick auf die in Salt Lake City ausgetragenen Olympischen Winterspiele 2002 zog der nationale Eislaufverband US Speedskating 2001 nach Utah. Parallel dazu sanken zudem die Mitgliederzahlen in den örtlichen Eislaufvereinen in Wisconsin.
Nach einer 20-jährigen Pause fanden im Vorfeld der Olympischen Winterspiele 2018 und 2022 (wegen der COVID-19-Pandemie ohne Zuschauer) wieder die Olympic Trials im Pettit National Ice Center statt. 2020 wurde die erste Eisschnelllauf-Vier-Kontinente-Meisterschaft in Milwaukee ausgetragen.

## Finanzierung
In den ersten anderthalb Jahrzehnten seines Bestehens hatte die gemeinnützige Gesellschaft, die das Pettit National Ice Center betrieb, kein tragfähiges Geschäftsmodell. Die Pettit National Ice Center, Inc. blieb finanziell abhängig von Spenden von Jane Pettit (nach ihrem Tod von der Pettit-Stiftung), die sich über die Jahre auf mehrere Millionen US-Dollar beliefen. Trotz dieser Spenden machten die Betreiber des Stadions in vier von acht Geschäftsjahren zwischen 1993 und 2000 Verluste und verschuldeten sich beim Wisconsin State Fair Park, an den sie monatlich Pachtgebühren (lease payments) zahlen mussten. Im Januar 2007 verkaufte die Verwaltung des State Fair Parks das Stadion für 5,6 Millionen US-Dollar an die Betreiber und erließ ihnen zugleich Schulden in Höhe von einer Million US-Dollar. Gemäß einem Bericht des  Milwaukee Journal Sentinel aus dem Dezember 2017 verbesserte sich die finanzielle Lage des Pettit National Ice Center in den folgenden Jahren, was etwa mit Einsparungen durch Automatisierung und dem Anbringen einer Werbetafel erklärt wurde. Auf seiner Website nennt das Stadion (Stand 2024) die Zahl von 430.000 jährlichen Besuchern und ein jährliches Budget von 2,8 Millionen US-Dollar, wobei ein Großteil der Einnahmen durch Veranstaltungen und Sponsorengelder erzielt werde.

## Bahnrekorde

### Frauen
| Strecke      | Athlet                                                 | Zeit         | Datum             | Wettkampf                            |
| ------------ | ------------------------------------------------------ | ------------ | ----------------- | ------------------------------------ |
| 0100 m       | Sayuri Ōsuga                                           | 0 10,41 s    | 26. November 2005 | Weltcup 2005/06                      |
| 0500 m       | Heather Richardson                                     | 0 37,24 s    | 9. Januar 2015    | US-Meisterschaften 2015              |
| 01000 m      | Brittany Bowe                                          | 01:13,63 min | 6. Januar 2022    | US Olympic Team Trials               |
| 01500 m      | Brittany Bowe                                          | 01:53,50 min | 10. Januar 2015   | US-Meisterschaften 2015              |
| 03000 m      | Heather Richardson                                     | 04:05,83 min | 9. Januar 2015    | US-Meisterschaften 2015              |
| 05000 m      | Gunda Niemann-Stirnemann                               | 07:02,11 min | 5. Februar 2000   | Mehrkampfweltmeisterschaft 2000      |
| Team- sprint | KanadaBrooklyn McDougall Noémie Fiset Maddison Pearman | 01:29,82 min | 31. Januar 2020   | Vier-Kontinente-Meisterschaften 2020 |

Nicht oder nicht mehr im internationalen Wettkampf ausgetragen.
- Stand: 14. Januar 2024[13]

### Männer
| Strecke          | Athlet                                          | Zeit         | Datum             | Wettkampf                            |
| ---------------- | ----------------------------------------------- | ------------ | ----------------- | ------------------------------------ |
| 0100 m           | Yu Fengtong                                     | 0 9,66 s     | 26. November 2005 | Weltcup 2005/06                      |
| 0500 m           | Jordan Stolz                                    | 0 34,40 s    | 5. Januar 2023    | US-Meisterschaften 2023              |
| 01000 m          | Jordan Stolz                                    | 01:07,12 min | 7. Januar 2023    | US-Meisterschaften 2023              |
| 01500 m          | Jordan Stolz                                    | 01:42,31 min | 27. Oktober 2023  | AmCup                                |
| 03000 m          | Ethan Cepuran                                   | 03:40,78 min | 21. Oktober 2023  | Milwaukee International Time Trial   |
| 05000 m          | Chad Hedrick                                    | 06:16,23 min | 26. Oktober 2008  | American Cup                         |
| 10.000 m         | Ethan Cepuran                                   | 13:09,04 min | 7. Januar 2023    | US-Meisterschaften 2023              |
| Team- sprint     | SüdkoreaKim Jin-soo Kim Joon-ho Cha Min-kyu     | 01:21,08 min | 31. Januar 2020   | Vier-Kontinente-Meisterschaften 2020 |
| Team- verfolgung | KanadaKaleb Muller Hayden Mayeur Jake Weidemann | 03:44,36 min | 2. Februar 2020   | Vier-Kontinente-Meisterschaften 2020 |

Nicht oder nicht mehr im internationalen Wettkampf ausgetragen.
- Stand: 14. Januar 2024[13]